# Thanat Jantaya
Thanat Jantaya (thailändisch ธานัท จันทะยา, * 26. März 1989 in Ubon Ratchathani) ist ein thailändischer Fußballspieler.

## Karriere
Thanat Jantaya erlernte das Fußballspielen in der Jugendmannschaft vom Chonburi FC in Chonburi. Seinen ersten Vertrag unterschrieb er 2007 bei Air Force Central. Der Verein aus der thailändischen Hauptstadt Bangkok spielte in der zweiten Liga, der Thai Premier League Division 1. 2012 wechselte er zum Erstligisten Sisaket FC. Für den Verein aus Sisaket spielte er sechs Monate. Nach der Hinserie ging er wieder nach Bangkok und schloss sich dem Erstligisten Bangkok United an. Von Juli 2013 bis November 2013 wurde er an den Zweitligisten Krabi FC ausgeliehen. 2014 unterschrieb er wieder einen Vertrag bei Air Force United. Mittlerweile spielte der Verein in der ersten Liga, der Thai Premier League. Von Juli 2014 bis Juni 2016 wurde er an den Ayutthaya FC ausgeliehen. Der Verein aus Ayutthaya spielte in der zweiten Liga. Ende 2015 stieg er mit Ayutthaya in die dritte Liga ab. Für den Verein spielte er noch ein Jahr in der dritten Liga. Zum Erstligisten Chainat Hornbill FC wechselte er Anfang 2016. Ende 2016 stieg er mit dem Verein aus Chainat in die zweite Liga ab. Im darauffolgenden Jahr wurde er mit Chainat Meister der Thai League 2 und stieg direkt wieder in die erste Liga auf. 2019 ging er wieder zur Air Force nach Bangkok. Nachdem sich die Air Force Ende 2019 aus dem Ligabetrieb zurückgezogen hatte, ging er 2020 wieder nach Chainat, um sich dem Erstligaabsteiger Chainat Hornbill anzuschließen. Hier absolvierte er 2020 drei Zweitligaspiele. Anfang Januar 2021 unterschrieb er einen Vertrag beim Bangkoker Ligakonkurrenten Customs United.

## Erfolge
Chainat Hornbill FC
- Thailändischer Zweitligameister: 2017  ▲